# Teatre romà de Trieste
El Teatre romà de Trieste està situat als peus del turó de San Giusto, al centre de la ciutat de Trieste, a la vora de la part antiga de la ciutat. El teatre es remunta al segle ii. Podia albergar al voltant de 6.000 espectadors. En segles posteriors s'oculta per les cases que s'hi van construint. Considerat perdut, va ser identificat el 1814 per l'arquitecte Pietro Nobile, però només el 1938 va ser descobert durant la demolició d'una part de la ciutat vella.Les estàtues i les inscripcions trobades durant les excavacions són al Museu Cívic d'Història i art. Avui en dia encara és utilitzat ocasionalment per a espectacles a l'aire lliure d'estiu.
En el moment de la construcció, el teatre era als primers vessants del turó de San Giusto, a l'extrem nord de l'antiga ciutat de Tergeste i gairebé a la vora del golf de Trieste (mar Adriàtic) només una carretera costanera que ve d'Aquileia la separa; és una secció de la  Via Gemina, anomenada Via del Riborgo a l'Edat Mitjana. Una altra via paral·lela a l'anterior, seguint les corbes de nivell més amunt, discorre tangent a la part superior del teatre, potser aquesta carretera existia fins i tot abans de la fundació de la ciutat i, per tant, abans de la construcció del teatre.
Aquesta disposició ofereix diversos avantatges, el lloc permet aprofitar el relleu natural per limitar els treballs de maçoneria. A més, fora de la zona més densament poblada però en gran part servida per l'antiga xarxa viària, facilita la circulació dels espectadors procedents de Tergeste i els voltants, finalment, la vista de l'imponent mur de l'escenari, que s'eleva gairebé a la costa, ha de sorprendre els viatgers que s'acosten a la ciutat per mar.